# Награда Гаврило Принцип
Награда Гаврило Принцип је књижевно признање за радове младих писаца и научника до 35 година старости.

## О награди
Награду заједнички додељују издавачке куће Просвета и Принцип. Установљена 2017. године.
Награда се додељује у две категорије:
- национална историја
- српски језик и књижевност.

### Добитници 2017. године
Награда је додељена 25.07.2017. године на дан рођења Гаврила Принципа.
- у категорији национална историја, награду је добила Божица Славковић за рад "Политичке, економске и културне прилике на Косову и Метохији 1929 -1941".[2] Председник жирија био је професор Љубодраг Димић.
- у категорији српски језик и књижевност награду је добила Недељка Перишић Бјелановић за рад "Поетика прозе Момчила Настасијевића".[2] Председник жирија био је професор Душан Иванић.

### Добитници 2019. године
- у категорији национална историја, награду је добио Петар Ристановић за рад "Српска интелектуална елита и косовско питање 1974-1989".[3] Председник жирија био је професор Љубодраг Димић.
- у категорији српски језик и књижевност награду је добио Марко Аврамовић за рад "Поезија Александра Ристовића".[3] Председник жирија био је професор Душан Иванић.

### Добитници 2021. године
- у категорији национална историја, награду је добио др Петар Ристановић за књигу "Илузија моћи".[4]

- у категорији српски језик и књижевност награду је добио др Марко Аврамовић за књигу "Не губећи из вида ниједно биће нити предмет".[4]

### Добитници 2022. године
- у категорији национална историја, награду је добио др Душан Бојковић из Архива Југославије за докторску дисертацију "Комунистичка партија Југославије и албанско питање у Југославији 1919–1946".[5]

- у категорији српски језик и књижевност награду је добила др Андреја Марић са Филолошког факултета Универзитета у Бањој Луци, за докторску дисертацију "Књижевнотеоријска и критичка мисао Николе Кољевића".[5]